# 哥伦比亚国际大学
哥伦比亚国际大学（英語：Columbia International University），是一所位于南卡罗来纳州哥伦比亚的知名基督教大学。

## 历史
哥伦比亚国际大学始建于1923年，起初为哥伦比亚圣经学院。初衷乃是为当地磨房工人提供为期两年的圣经学习课程。1929年学校决定更名为哥伦比亚圣经学院并提供圣经本科课程。当时学院位于哥伦比亚市区，1960年迁至现今校区，并于1994年正式更名为哥伦比亚国际大学。哥伦比亚国际大学共有五个二级学院，分别是：人文与科学学院、教育学院、跨文化学院、商学院和神学院，各个学院皆开设有相应的本科、硕士课程，部分学院开设博士课程。几乎所有硕士、博士课程可以通过网络进行学习，其中教育学硕士及部分神学专业设有中文课程。

## 历届校长
| 校长                           | 任期          |
| ------------------------------ | ------------- |
| Rev. Robert McQuilkin          | 1927–1952     |
| Rev. G. Allen Fleece           | 1952–1966     |
| Rev. Robertson C. McQuilkin    | 1968–1990     |
| Dr. Terry C. Hulbert (Interim) | 1990–1991     |
| Dr. Johnny V. Miller           | 1991–1999     |
| Dr. George W. Murray           | 2000–2007     |
| Dr. William H. Jones           | 2007–2017     |
| Dr. Mark A. Smith              | 2017年7月至今 |